# Mount Kyffin
Mount Kyffin ist ein 1670 m hoher und auffällig rotbrauner Berg mit einem sich über fast 6,5 km in nördlicher Richtung erstreckenden Felssporn in der antarktischen Ross Dependency. Er ragt am Nordrand der Commonwealth Range in die Ostflanke des Beardmore-Gletschers hinein. 
Teilnehmer der Nimrod-Expedition (1907–1909) unter der Leitung des britischen Polarforschers Ernest Shackleton entdeckten ihn. Shackleton benannte den Berg nach seinem Freund Evan Kyffin-Thomas (1866–1935), einem australischen Journalisten.